# Norsup
Norsup – miasto w Vanuatu; na wyspie Malekula; (prowincja Malampa). Według danych szacunkowych na rok 2010 liczy 2374 mieszkańców. W mieście znajduje się port lotniczy Norsup. Piąte co do wielkości miasto kraju.